# امیر بارام
امیر بارام (عبری: אמיר ברעם‎؛ زادهٔ ۱۹۷۰) سرلشکر نیروهای دفاعی اسرائیل است، که در فاصله سال‌های ۲۰۲۲ تا ۲۰۲۵ به‌عنوان جانشین رئیس ستاد کل نیروهای دفاعی اسرائیل فعالیت می‌کرد و از ۲۰۱۹ تا ۲۰۲۲ فرمانده جبهه شمالی اسرائیل را برعهده داشت.
بارام فعالیت نظامی را از سال ۱۹۸۸ در نیروی زمینی اسرائیل آغاز کرد، از ۲۰۰۲ تا ۲۰۰۶ فرمانده واحد ۲۱۲ بود، از ۲۰۰۶ تا ۲۰۰۸ فرماندهی تیپ شمرون را برعهده داشت و از ۲۰۱۰ تا ۲۰۱۱ به‌عنوان فرمانده لشکر ۱۶۲ زرهی هاپلادا فعالیت می‌کرد.
وی از ۲۰۱۱ تا ۲۰۱۳ فرماندهی تیپ ۳۵ چترباز را برعهده داشت، از ۲۰۱۳ تا ۲۰۱۵ فرمانده لشکر ۹۸ چترباز بود، در فاصله سال‌های ۲۰۱۵ تا ۲۰۱۸ به‌عنوان فرمانده لشکر ۹۱ گالیل فعالیت می‌کرد و از ۲۰۱۸ تا ۲۰۱۹ فرمانده کالج فرماندهی و ستاد اسرائیل بود.